# Vincent van Gogh, voor geestelijke gezondheidszorg

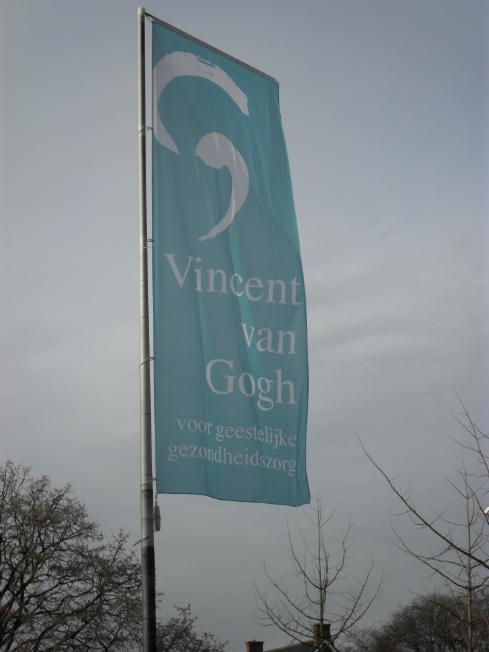
Vlag van Vincent van Gogh, voor geestelijke gezondheidszorg

Vincent van Gogh, voor geestelijke gezondheidszorg is een aanbieder van geestelijke gezondheidszorg in de Nederlandse provincie Limburg. De organisatie is vooral gericht op het midden en het noorden de provincie en heeft ruim 1500 medewerkers.  De daartoe aangewezen zorgverleners zijn geregistreerd in het BIG-register en de behandelingen zijn gebaseerd op landelijke behandelrichtlijnen. Doelstelling is het bieden van hulp bij psychische problemen.

## Geschiedenis
De geschiedenis van de psychiatrische zorg in Limburg is nauw verbonden met Venray. In 1905 werd hier begonnen met de bouw van de instelling (gesticht) Sint Servatius voor mannen door de Broeders van Liefde uit Gent in België. In 1907 kwamen de eerste patiënten. Vervolgens bouwden de Zusters van Liefde in 1908 ook in Venray de instelling Sint Anna voor vrouwen. De eerste patiënten arriveerden in 1909. 
Het initiatief voor de instelling kwam van generaaloverste Amedeus Stockmans van de congregatie der Broeders van Liefde. Eigenlijk zou de instelling in Roermond komen, maar het lid van de Limburgse Gedeputeerde Staten Henri Trynes, die afkomstig was uit Venray, wist de broeders ervan te overtuigen naar Venray te komen. Trynes was ook betrokken bij de oprichting van het Sint Anna-gesticht door de Zusters van Liefde.
Er bestond een strenge scheiding tussen mannen en vrouwen, de twee instellingen werkten als aparte zelfstandige organisaties. Deze scheiding bleef tot ver in de jaren zestig bestaan. Na de jaren 60 van de twintigste eeuw nam invloed van de religieuzen snel af en in 1976 fuseren de gestichten Sint Servatius en Sint Anna. Dit is ook het moment dat er voor het eerst leken zitting nemen in het bestuur van de instelling. Vanaf dit moment gaat de organisatie verder onder de naam Psychiatrisch Centrum Venray. Vanaf 1992 nemen de religieuzen geen deel meer aan het bestuur. De organisatie gaat vanaf dit moment verder onder de naam Vincent van Gogh Instituut. De organisatie werd vernoemd naar de Nederlandse schilder Vincent van Gogh. Vanaf 2003 maakt het instituut deel uit van de GGZ Noord- en midden Limburg. De instelling noemt zich sinds 2010 Vincent van Gogh, voor geestelijke gezondheidszorg en de locatie Sint Servatius krijgt de naam 'Servaashof'.

## Behandelaanbod
De organisatie biedt behandelingen aan voor onder andere: depressie, bipolaire stoornis (manisch-depressieve stoornis), angststoornis, fobie, borderline-persoonlijkheidsstoornis, obsessief-compulsieve stoornis (dwangstoornis), syndroom van Korsakov, ADHD, autisme, PDD-NOS, verslaving, posttraumatische stressstoornis (PTSS), relatieproblemen, psychose en schizofrenie.

## Vestigingen
De instelling Vincent van Gogh heeft vestigingen in onder andere Venray, Venlo, Roermond en Weert.

## Museum
Het Museum Psychiatrie Venray maakt deel uit van de organisatie, het werd in 1977 geopend op het Sint Anna-terrein in Venray. De geschiedenis van de psychiatrie in de omgeving van Venray wordt mede in beeld gebracht door inzet van vrijwilligers.

## Bekende patiënten
- Henri Jonas (1878 - 1944), Nederlandse beeldend kunstenaar